# Crescentina (proteina)
La crescentina è una proteina strutturale che si trova nei batteri, ed è l'omologa dei filamenti intermedi eucariotici.

## Ruolo nella cellula
È stata scoperta recentemente in Caulobacter crescentus, un batterio acquatico il quale sfrutta le deformazione falciforme causata dalla crescentina per aumentare la sua motilità. Per deformare la forma di questo batterio, la proteina si posiziona nella parte concava della cellula nel versante citoplasmatico associandosi alla membrana cellulare.
Cellule mutanti per questa proteina mostrano una forma lineare. 